# Brita von Zweigbergk
Brita Margareta Lindblom von Zweigbergk, född 27 juni 1919 i Maria Magdalena församling, Stockholm, död 24 juli 1999 i Bandhagen, Vantörs församling, Stockholm, var en svensk bibliotekarie, tecknare och målare.
Brita von Zweigbergk var dotter till tjänstemannen Sven Axel Lindblom och Gerda Eleonora Båth. von Zweigbergk studerade konst för Emil Johanson-Thor vid Konsthögskolans grafiska avdelning. Hon medverkade några gånger under 1940-talet i Nationalmuseums utställning Unga tecknare. Separat ställde hon bland annat ut med akvareller på Lilla Paviljongen i Stockholm 1957. Hennes konst består av blommor, träd, båtar, djur, bodar och landskapsskildringar från Öland, Gotland och Bornholm.
Brita von Zweigbergk gifte sig den 15 november 1947 med Ingbo von Zweigbergk (1921-2007).